# John Dainton
John Bourke Dainton FRS là một nhà vật lý người Anh, và là Giáo sư Vật lý của Ngài James Chadwick, tại Đại học Liverpool. Dainton đã được trao giải thưởng Max Born Prize năm 1999.
Cha ông là Frederick Dainton, Nam tước Dainton. Ông là giám đốc sáng lập của Viện Cockcroft.
Ông được bầu là thành viên của Hội hoàng gia Luân Đôn vào năm 2002 và năm 2018 ông trở thành biên tập viên của tạp chí Hội hoàng gia Luân Đôn, Philosophical Transactions of the Royal Society A.